# Provincia de Yatenga
Yatenga es una de las 45 provincias de Burkina Faso, su capital es Ouahigouya.

## Departamentos (población estimada a 1 de julio de 2018)
La provincia está dividida en once departamentos:
- Barga 40,347
- Kaïn 16,498
- Kalsaka 69,636
- Kossouka 23,931
- Koumbri 63,999
- Namissiguima 48,259
- Ouahigouya 174,717
- Oula 60,327
- Rambo 46,489
- Séguénéga 83,136
- Tangaye 44,585
- Thiou 64,870
- Zogoré 25,248